# Морозов, Василий Михайлович (Герой Социалистического Труда)
Василий Михайлович Морозов (28 февраля 1910 года, Мальчевская, Область Войска Донского, Российская империя — 10 марта 1988 года, Серов, Свердловская область, СССР) — Герой Социалистического Труда (1958), начальник доменного цеха Металлургического комбината имени А. К. Серова Свердловской области, «Почётный гражданин города Серова».

## Биография
Родился 28 февраля 1910 года в станице Мальчевская Область Войска Донского (ныне — Миллеровский район Ростовской области), где закончил семилетнюю школу. С 11 лет работал.
В 1928—1931 годах учился на металлургическом отделении Таганрогского индустриального техникума. Последний курс заканчивал уже в Днепропетровском металлургическом институте в 1932 году, где получил специальность «инженера-доменщика».
После окончания института был направлен на Металлургического комбината имени А. К. Серова, где вначале работал помощником мастера, мастером, начальником смены доменного цеха в 1932—1934 годах.
В 1934—1936 годах проходил срочную службу в Красной Армии на Дальнем Востоке. После демобилизации вернулся на завод, где в 1936—1938 годах работал начальником смены доменного цеха, в 1938—1941 годах был помощником начальника цеха по шихте, в 1941—1945 годах был заместителем начальника доменного цеха, в 1945—1973 годах — начальник доменного цеха. КИПО (коэффициент использования полезного объёма) доменной печи являлся лучшим в СССР в 1949 году (равнялся — 0,56). Девятнадцать раз доменщики завода были победителями во Всесоюзном социалистическом соревновании, а сам доменный цех был признан лучшим в стране. В 1973—1975 годах стал инженером-исследователем в доменной группе центральной заводской лаборатории. В 1975 году вышел на пенсию, а с 1984 года — персональный пенсионер союзного значения.
Был членом КПСС, депутатом горсовета, лектором, докладчиком, делегатом 9-го съезда профсоюзов металлургической промышленности, делегатом 14-го съезда профсоюзов СССР.
Скончался 10 марта 1988 года.

## Память
В 2013 году на Серовском металлургическом заводе была открыта Доска героям Социалистического Труда в том числе с именем В. М. Морозовым.

## Вклад
Разработал и освоил новый метод ведения доменных плавок: использовал щёлочесодержащие карбонатные марганцевые руды Полуночного месторождения, разработал и внедрил перевод доменной печи на режим работы с повышением давления газа на колошнике; изменил систему загрузки доменных печей, повысив эффективность древесно-угольной плавки с вдуванием природного газа; изменил режим работы воздухонагревателей; разработал форсунку новой конструкции для подачи природного газа в доменную печь; изменил профиль доменной печи и другое.

## Награды
За свои достижения был награждён:
- знак «Отличник соревнования чёрной металлургии СССР»;
- орден Трудового Красного Знамени (1945, 1946, 1952);
- «Сталинская премия II степени» «за разработку и промышленное внедрение новых методов форсированного ведения доменной плавки» (1950);
- медаль «В ознаменование 100-летия со дня рождения Владимира Ильича Ленина» (1970);
- звание Герой Социалистического Труда с золотой медалью Серп и Молот и орден Ленина «за выдающиеся успехи, достигнутые в развитии чёрной металлургии» (19.07.1958);
- орден Октябрьской революции (1971);
- орден «Знак Почёта» (1966);
- звание «Почётный гражданин города Серова» (1980) «за особые заслуги в развитии металлургического производства, большую общественную работу».